# Kopparbergs enskilda bank

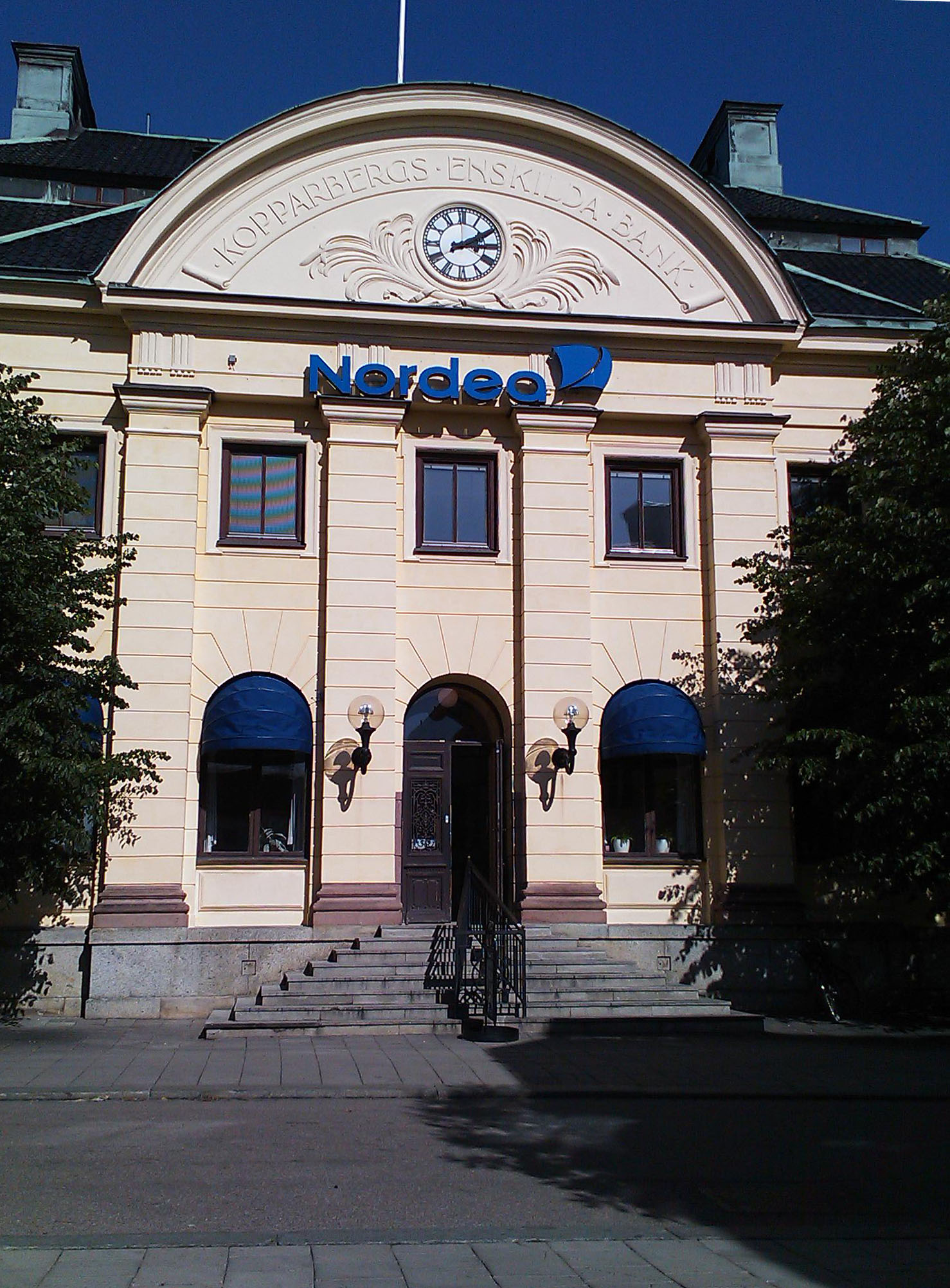
Det före detta huvudkontoret på Åsgatan

Kopparbergs enskilda bank var en svensk privat affärsbank mellan åren 1835 och 1922. Banken grundades i Falun under namnet Stora Kopparbergs läns och bergslags enskilda bank. 1858 bytte man namn till Kopparbergs enskilda bank. Bankverksamheten var koncentrerad till Dalarna med huvudkontor i Falun. 1882 lät man uppföra ett pampigt bankpalats på Åsgatan 24. 1918 övertog man Tjenstemannabanken och fick på så sätt ett Stockholmskontor. I samband med 1922 års bankkris tvingades banken till rekonstruktion varvid Göteborgs Bank förvärvade verksamheten.